# Liste der Naturdenkmale in Salm (Eifel)
Die Liste der Naturdenkmale in Salm nennt die im Gemeindegebiet von Salm ausgewiesenen Naturdenkmale (Stand 4. Juni 2024).

## Ehemalige Naturdenkmale
| Nr. | Bezeichnung      | Lage                                                | Beschreibung                                         | Bild                                    |
| --- | ---------------- | --------------------------------------------------- | ---------------------------------------------------- | --------------------------------------- |
|     | Sechs Weißtannen | südwestlich des Ortes; Abteilung Am Mückenberg Lage | Abies alba, sechs Bäume; Rechtsverordnung aufgehoben | Direkt Bild zu diesem Denkmal hochladen |